# Impulsy prostokątne
Impulsy prostokątne charakteryzują się gwałtownym, pionowym wzrostem natężenia, po czym następnie tzw, faza plateau, czyli przepływ prądu o stałej mocy, a następnie zachodzi znowu nagły, szybki spadek natężenia. Współczesne elektrostymulatory wytwarzają impulsy prostokątne o czasie trwania od 0,1 do 1200 ms i czasie przerwy od 20 do 3000 ms. Prąd impulsowy o przebiegu prostokątnym, czasie trwania impulsu 2 ms i przerwie 5 ms wywołuje skurcze tężcowe mięśni, a w ich następstwie zmniejszenie napięcia mięśniowego.

## Zastosowanie
Impulsy prostokątne stosuje się do pobudzania zdrowych lub tylko nieznacznie uszkodzonych mięśni. Nie można używać ich do pobudzania mięśni odnerwionych.